# TRMedia
TRMedia S.r.l., è una società attiva nell'ambito dei media e della comunicazione. Fondata nel 2016 da Coop Alleanza 3.0, detiene diverse emittenti televisive in Emilia-Romagna.

## Storia
TRMedia viene fondata nel 2016 da Coop Alleanza 3.0 acquisendo la gestione dei canali televisivi TeleReggio, TRC Modena e TRC Bologna.
Nel marzo 2017, dalla collaborazione con Pubblisole, editore di Teleromagna, nasce il canale all-news TR24.
Nel 2018 il canale TRC SAT, assume la denominazione ER24, divenendo un canale all-news regionale. È il canale satellitare del gruppo.
Nel maggio 2018, collabora con gli imprenditori che sostengono la Gazzetta di Parma e la famiglia Allodi, per unire le due storiche reti televisive nella città ducale, Tv Parma e Teleducato, dando vita a 12 TV Parma.
Attuale Presidente: Edy Gambetti | Direttore Editoriale: Ettore Tazzioli | Direttore Generale: Danilo Michele Lauria.

## Canali del gruppo
| Nome        | Data di lancio   | LCN                | LCN     | LCN |
| Nome        | Data di lancio   | Digitale terrestre | Tivùsat | Sky |
| ----------- | ---------------- | ------------------ | ------- | --- |
| TRC Modena  | 1976             | 11                 |         |     |
| TeleReggio  | 1973             | 13                 |         |     |
| TRC Bologna | 2014             | 15                 |         |     |
| ER24        | 3 dicembre 2018  | 90                 |         |     |
| VMT         | 1976             | 96                 |         |     |
| TRC Sport   | 28 febbraio 2011 |                    |         |     |
| TRC Cultura | 28 febbraio 2011 |                    |         |     |

## Canali televisivi

### TRC Modena
Programmi TV, cronaca, attualità, sport, con focus sulla provincia di Modena. Raggiungibile in Emilia Romagna sul canale 11 del digitale terrestre.

#### Informazione
Il palinsesto di TRC Modena è centrato sull'informazione, con due edizioni giornaliere del Telegiornale di Modena alle 14:00 e 19:30. "FRESCHI DI STAMPA" copre la rassegna stampa mattutina dal lunedì al sabato (7:00-10:00), e "AFFARI QUOTIDIANI" dedica uno spazio quotidiano all'informazione economica.

#### Approfondimento
TRC Modena offre approfondimenti settimanali con "NAUTILUS", curato da Ettore Tazzioli, che tratta temi di attualità, politica, cultura e ambiente. "BUONE COSE" esplora le tradizioni agroalimentari con Stefano Caselli. "SALUTE & BENESSERE" con Federica Galli, "APPLAUSI" per eventi culturali, e "VIAEMILIANET" per notizie economiche, completano l'offerta insieme a programmi su moda, libri, animali e cucina.

#### Intrattenimento
La qualità dell'intrattenimento è garantita con "DETTO TRA NOI", un talk show mattutino. "CI VEDIAMO IN PIAZZA" trasmette in diretta dalle piazze dell'Emilia Romagna ogni domenica mattina, mentre "UONTED" offre musica dal vivo la sera. "Mo pensa te!" di Andrea Barbi aggiunge un tocco di ilarità quotidiana.

#### Sport
TRC Modena copre ampiamente lo sport locale con TRC Sport, le dirette di STUDIO B, e la telecronaca delle partite del Modena calcio e volley. Programmi come "LET IT B", "GIALLI DI SERA", "SESTO SET" e "BARBA & CAPELLI" offrono approfondimenti e analisi sportive. È la TV ufficiale del Modena Calcio e Modena volley.

### TRC Bologna
Programmi TV, cronaca, attualità, sport, con focus sulla provincia di Bologna. Raggiungibile in Emilia Romagna sul canale 15 del digitale terrestre.

#### Informazione
Il palinsesto di TRC è centrato sull'informazione, con due edizioni giornaliere del Telegiornale di Bologna alle 13:30 e 19:30. "FRESCHI DI STAMPA" copre la rassegna stampa mattutina dal lunedì al sabato (7:00-10:00), e "AFFARI QUOTIDIANI" dedica uno spazio quotidiano all'informazione economica.

#### Approfondimento
TRC offre approfondimenti settimanali con "NAUTILUS" curato da Ettore Tazzioli, che tratta temi di attualità, politica, cultura e ambiente. "BUONE COSE" esplora le tradizioni agroalimentari con Stefano Caselli. "SALUTE & BENESSERE" con Federica Galli, "APPLAUSI" per eventi culturali, e "VIAEMILIANET" per notizie economiche, completano l'offerta insieme a programmi su moda, libri, animali e cucina.

#### Intrattenimento
La qualità dell'intrattenimento è garantita con "CI VEDIAMO IN PIAZZA", trasmesso in diretta dalle piazze dell'Emilia Romagna ogni domenica mattina, e "UONTED" che offre musica dal vivo la sera. "Mo pensa te!" di Andrea Barbi aggiunge un tocco di ilarità quotidiana.

#### Sport
TRC copre ampiamente lo sport locale con "TRC Sport" e "Sport UVE" per approfondimenti dal lunedì al venerdì. La telecronaca delle partite di basket a Bologna è affiancata da programmi come "BASKET CITY" e "BASKET REGIONE". Il calcio dilettantistico è coperto il lunedì sera con "ZONA D".

### TeleReggio
Programmi TV, cronaca, attualità, sport, con focus sulla provincia di Reggio Emilia. Raggiungibile in Emilia Romagna sul canale 13 del digitale terrestre.
TeleReggio offre approfondimenti settimanali con "DECODER" di Gabriele Franzini su temi sociali, politici ed economici, e "IL MEDICO E IL CITTADINO" per la salute. "DARE & AVERE" copre il mondo delle imprese, mentre "IL GRAFFIO" tratta attualità e cronaca.

#### Approfondimento
"AGRI7" esplora le tradizioni agroalimentari, "I DIRITTI IN DIRETTA" aggiorna su temi fiscali e previdenziali, e "BUONGIORNO REGGIO" mescola cronaca e attualità.

#### Intrattenimento
"VADO A LISCIO" e "SALUTI E BACI" celebrano la musica liscio, mentre "IL SALOTTO DELLA LIRICA" è dedicato alla lirica.

#### Sport
TeleReggio copre ampiamente lo sport locale con "LO SPORT", "SUBITO GRANATA", e "TO BE REGGIANA" per il calcio, "91° MINUTO" per il calcio dilettantistico, e "REGGIO A CANESTRO" per la pallacanestro.

### ER24
Notizie allnews 24 ore su 24, dedicate all’Emilia Romagna, disponibili sul canale 518 di SKY e TivùSat.
ER24 è il canale satellitare del Gruppo TR Media, lanciato il 3 dicembre 2018 e visibile su Sky canale 518 e Tivù Sat. Derivato da TRC Sat, ER24 si dedica a raccontare l'Emilia Romagna e le sue eccellenze al di fuori della regione. Il palinsesto include telegiornali e programmi informativi di Telereggio, TRC Bologna, TRC Modena, 12TvParma e TR 24, con particolare attenzione alle notizie economiche. Il pomeriggio è dedicato allo sport, con partite di Virtus, Fortitudo, Modena Calcio e Canovi Volley, insieme a programmi di approfondimento.